# نوئه مورایاما
نوئه مورایاما (اسپانیایی: Noé Murayama‎؛ ۴ ژوئیه ۱۹۳۰ – ۲۵ اوت ۱۹۹۷) بازیگر اهل مکزیک بود.
از فیلم‌ها یا برنامه‌های تلویزیونی که وی در آن نقش داشته است، می‌توان به نازارین، توپ‌های سان سباستین و صلیب ماریسا کروسس اشاره کرد.